# Elliptera coloradensis
Elliptera coloradensis är en tvåvingeart som beskrevs av Alexander 1920. Elliptera coloradensis ingår i släktet Elliptera och familjen småharkrankar. Inga underarter finns listade i Catalogue of Life.